# Gura Ialomiței
Gura Ialomiței község és falu Ialomița megyében, Munténiában, Romániában. A hozzá tartozó település: Luciu.

## Fekvése
A megye keleti részén található, a megyeszékhelytől, Sloboziatól, negyvenkét kilométerre északkeletre, Brăila megye határán. A település közelében ömlik a Dunába a Ialomița folyó.